# بولين فولت
بولين فولت (بالإنجليزية: BullionVault)‏ هي شركة لتبادل الذهب والفضة تأسست عام 2005 ومقرها في لندن بالمملكة المتحدة.

## وصلات خارجية
- الموقع الرسمي